# Keith Mullings
Keith Mullings (* 8. Januar 1968 in Manchester Parish, Jamaika; † 29. Mai 2021) war ein US-amerikanischer Profiboxer und Weltmeister der WBC im Halbmittelgewicht.

## Boxkarriere
Sein größter Erfolg als Amateur war der Gewinn einer Bronzemedaille im Halbmittelgewicht, bei den Militärweltmeisterschaften 1992 in Dänemark. Bei der US-amerikanischen Olympiaqualifikation desselben Jahres, unterlag er im Viertelfinale gegen Lonnie Bradley.
Am 24. Juli 1993 bestritt er seinen ersten Profikampf. Nach 17 Kämpfen, darunter 13 Siegen, drei Niederlagen und einem Unentschieden, gewann er im Juli 1997 einstimmig nach Punkten gegen Donald Stokes (Bilanz: 39 Siege – 1 Niederlage). Daraufhin trat er am 13. September 1997 zum Kampf um die Weltmeisterschaft der IBF gegen Raúl Márquez (27-0) an, verlor die Begegnung jedoch knapp mit einer 2:1 Richterentscheidung nach Punkten.
Aufgrund seiner Leistung wurde ihm jedoch bereits in seinem nächsten Kampf am 6. Dezember 1997 in Atlantic City ein Kampf um die Weltmeisterschaft der WBC gegen Terry Norris (47-6) ermöglicht, den Mullings durch K. o. in der neunten Runde für sich entscheiden konnte. Norris verlor dabei auch rund 4,5 Millionen US-Dollar Börse aus einem bereits ausgehandelten Kampf gegen Óscar de la Hoya, der ihm für einen Sieg gegen Mullings in Aussicht gestellt worden war. Am 14. März 1998 verteidigte Mullings den WM-Titel durch einen verletzungsbedingten Abbruchsieg in der fünften Runde gegen den Europameister Davide Ciarlante (23-0).
In seiner zweiten Titelverteidigung am 29. Januar 1999 in Spanien, unterlag er jedoch erneut knapp nach Punkten gegen Javier Castillejo (43-4). Doch auch diesmal wurde ihm gleich in seinem nächsten Kampf eine erneute WM-Chance geboten; er boxte dabei am 28. August 1999 in Las Vegas gegen David Reid (19-0) um die Weltmeisterschaft der WBA, musste sich aber einstimmig nach Punkten geschlagen geben. Eine weitere Punkteniederlage im Dezember 2000 gegen Ronald Wright (40-3) und eine K.-o.-Niederlage im April 2001 gegen den Engländer Steve Roberts (23-0), beendeten schließlich seine Boxkarriere.